# Māra Žvīgule-Bogdanoviča
Māra Žvīgule-Bogdanoviča (5 mei 1947) is een voormalig Sovjet basketbalspeelster.

## Carrière
Žvīgule speelde haar gehele basketbal carrière voor TTT Riga. Met TTT won ze acht Sovjet-kampioenschappen in 1965, 1966, 1967, 1968, 1969, 1971, 1972 en 1973. Ze werd ook Bekerwinnaar van de Sovjet-Unie in 1969. In 1974 werd ze tweede. Ook won ze tien Europese Cup-titels 1964, 1965, 1966, 1967, 1968, 1969, 1971, 1972, 1973 en 1974.

## Erelijst
- Landskampioen Sovjet-Unie: 8
  - Winnaar: 1965, 1966, 1967, 1968, 1969, 1971, 1972, 1973
  - Tweede: 1974
- Bekerwinnaar Sovjet-Unie: 1
  - Winnaar: 1969
- EuroLeague Women: 10
  - Winnaar: 1964, 1965, 1966, 1967, 1968, 1969, 1971, 1972, 1973, 1974